# یوریفوسا یاماگوچی
یوریفوسا یاماگوچی (انگلیسی: Yorifusa Yamaguchi؛ 1960 or 1961 – ۱۱ آوریل ۲۰۲۰ (aged 59)) کارگردان فیلم اهل ژاپن بود.